# 稲沢市立清水小学校
稲沢市立清水小学校（いなざわしりつしみずしょうがっこう）は、愛知県稲沢市清水寺前町にある公立小学校。

## 概要
- 旧・中島郡明治村の小学校であり、1955年までの校名は明治村立清水小学校であった。

## 沿革
- 1907年（明治40年）1月1日 - 西島尋常小学校と光郷尋常小学校を統合し、明治尋常小学校として開校。
- 1909年（明治42年）5月26日 - 校舎が完成する。
- 1941年（昭和16年）4月1日 - 明治村立清水国民学校に改称する。
- 1947年（昭和22年）4月1日 - 明治村立清水小学校に改称する。
- 1955年（昭和30年）4月15日 - 稲沢町、千代田村、大里村と合併し、改めて稲沢町が発足。同時に稲沢町立清水小学校に改称する。
- 1958年（昭和33年）11月1日 - 市制施行し、稲沢市となる。同時に稲沢市立清水小学校に改称する。
- 1966年（昭和41年）12月21日 - 新校舎（鉄筋コンクリート造）が完成する。
- 1972年（昭和47年）5月 - 西校舎が完成する。
- 1974年（昭和49年）7月15日 - プールが完成する。
- 1981年（昭和56年）3月30日 - 管理棟、北校舎（特別教室）が完成する。
- 1982年（昭和57年）3月19日 - 屋内運動場が完成する。
- 2006年（平成18年） - 開校100周年記念行事を行う。

## 通学区域
- 清水町、清水八尻町、清水西川原町、清水阿原町、清水郷西町、清水寺前町、清水八神町、横野町、横野堂根町、横野西郷町、横野東郷町、横野東出町、横野境塚町、横野神田町、横野松前町、横野河原町、西島町、西島1-4丁目、西島出町、西島北町、西島中町、西島本町、西島東町、西島新町、生出横西町、生出上山町、生出河戸町、生出本町、生出郷前町、生出山田町、生出西道根町、生出東道根町、平金森町、平江向町、平細工蔵町、平佛供田町、平苅田町、平尾苅町、平蜂ノ坪町、平高道町、下屋町、下屋1-3丁目、浅井町、天池町、天池伝代町、天池西町、天池東町、天池金山町、天池牧作町、天池遠松町、天池光田町、天池浪寄町、天池五反田町、竹腰東町、竹腰中町、竹腰西町、竹腰本町、竹腰北町[1]。

## 進学先中学校
- 稲沢市立明治中学校